# Periscepsia latifrons
Periscepsia latifrons là một loài ruồi trong họ Tachinidae.